# 大塘边
大塘边是中国广东省广州市从化区的一个自然村。在太平镇西北面约4500米，属水南村管辖。300年前，村民从水南头迁居于此，原名新村。后因村的大塘，更名为大塘边。1998年时，全村人口527人。